# اور
اور (به انگلیسی: Ur) نام شهری باستانی در جنوب بین‌النهرین (میان‌رودان) در دهانه دو رود دجله و فرات آنجا که به سوی خلیج فارس می‌ریزند و چسبیده به اریدو. این مکان به عنوان یکی از شهرهای تمدن سومر و اکد، یکی از مناطق باستانی پرابهت در عراق به حساب می‌آید. این شهر که از آن چندین بار در کتاب مقدس به عنوان زادگاه ابراهیم، پیامبر عبرانی و جد اسرائیل، نامبرده شده یکی از مهم‌ترین شهرهای تمدن سومر در ربع اول هزاره سوم پیش از میلاد، از زنده‌ترین و فعالترین مراکز شهری در جنوب بین‌النهرین در قرونِ ذکر شده بود. اور پایتخت تمدن باستانی سومر بود. چنین می‌نماید که اور نخستین تمدن بشری است. به دلیل پسرفت دریا سرزمینی که امروزه بخشی از عراق خوانده می‌شود پدید آمد، جنوب بستر راست فرات، که تل‌المقیر خوانده می‌شود و نزدیک شهر ناصریه در ۳۶۵ کیلومتری جنوب بغداد.
در دهه ۱۹۳۰ میلادی طی کاوش‌های باستان‌شناسی بقایایی از زیگورات اور در این منطقه کشف شد. این نیایشگاه که در ارتفاع ۲۱ متری بناشده و از آن ننا خدای ماه در اسطوره‌های سومری است دارای دو اشکوب می‌باشد و از آجر ساخته شده‌است. بعدها بابلی‌ها از نیایشگاه ننا برای نیایش همتای بابلی‌اش (سین) استفاده کردند. در اشکوب پایینی آجرها با قیر به هم چسبانده شده‌اند و در طبقه بالا برای چسباندنشان از ساروج بهره گرفته شده‌است. سومریان بدین شهر آوریم می‌گفتند.

## تاریخ
در جنوب بین‌النهرین در دوره عبید گروهی در این سرزمین جاگیر شدند و نخستین تمدن روستایی را پایه‌ریزی نمودند. ولی به ناگاه اینان جایگاهشان را رها کردند و رفتند. بررسیها نشان از خشک شدن آب و هوا در هزاره سوم پیش از میلاد می‌دهد و این روستانشینان نیاز به آبیاری کشتزارهایشان داشته‌اند. به هر روی در نزدیک ۲۶۰۰ (پیش از میلاد) در سومر این شهر دوباره آبادان شد و ویژه ننا خداوند ماه گشت.
این شهر در راه عربستان و در کنار دریا جایگاه خوبی داشت. در آن نیایشگاه‌های استادانه‌ای از آن دسته آرامگاه شهبانو پوآبی ساخته شد. در این آرامگاه‌ها چیزهایی به دست آمد که بر روی آنها نام پادشاهان مسکالامدوگ و آکالامدوگ نوشته شده بود. پادشاهان اور در سومر نفوذ داشتند، از آنها می‌توان از مس‌آنیپادا بنیانگذار نخستین دودمان فرمانروایی اور نام برد.
دودمان نخست اور با تازش سارگون بزرگ در نزدیک به سال ۲۳۴۰ (پیش از میلاد) نابود شد. از دودمان دوم این شهر چیز چندانی در دست نیست.
هردو چه در زمان زندگی و چه پس از مرگ خدا دانسته شده و پرستیده می‌شدند.
پنداشته می‌شود که میان سالهای ۲۰۳۰–۱۹۸۰ پیش از میلاد اور بزرگ‌ترین شهر زمان خود بوده باشد و جمعیت آن هم در آن زمان نزدیک به شصت و پنج هزار نفر برآورد می‌شود.
عیلام در حدود ۱۹۵۰ پیش از میلاد سومین دودمان اور را برانداخت. چندی پس از آن بابل بدین شهر دست یافت.
در سده ششم پیش از میلاد نبوکدنصر دوم پادشاه بابل این شهر را بازسازی کرد. واپسین شاه بابل نبونید زیگورات آن را بازسازی کرد. وی به بزرگ‌ترین دخترش مأموریت کاهنه بزرگ در اور داد. او پرستشگاه‌ها را زینت داد و زیگورات ننا را سراسر تعمیر کرد و بلندی آن را ۷ طبقه اضافه نمود و آن را مانند پرستشگاه مردوک بابل ساخت.
اور از ۵۵۰ پیش از میلاد در سراشیب رکود افتاد و تا ۵۰۰ پیش از میلاد کسی در آن نمی‌زیست. شاید دلیل ترک شهر خشکسالی و کج شدن بستر رودها بوده باشد.